# Električni motocikli
Električni motocikli su vozila s dva ili tri kotača pogonjena elektromotorom. Električna energija se pohranjuje u bateriji s mogućnošću punjenja, koja pokreće jedan ili više električnih motora.

## Povijest
Od 1895. do 1950.
Rana povijest električnih motocikala je još uvijek nejasna. 19. rujna 1895. Ogden Bolton Jr. iz Cantona (Ohio, SAD) je podnio prijavu za patent pod nazivom „električni bicikl“. 8. studenoga iste godine, patent za „električni bicikl“ također je podnio Hosea W. Libbey iz Bostona.
U Londonu, 1896., na Stanley Cycle Showu proizvođač bicikala Humber je izložio električni tandem bicikl. Motor je postavljen ispred stražnjeg kotača, a pogonio se s nekoliko baterija. Kontrola brzine je bila pomoću otpora i bila je smještena na upravljaču bicikla. Električni bicikl je bio uglavnom namijenjen za korištenje trkališta.
Listopad 1911., izdanje časopisa Popular Mechanics je spomenulo uvođenje električkog motocikla. Tvrdili su da ima domet od 121 km do 160 km po punjenju. Motocikl je imao regulator s tri brzine, brzinu od 6,4 kilometara na sat, 24 kilometara na sat i 56 kilometara na sat.
Godine 1919., Ransomes, Sims & Jefferies su napravili prototip električnog motocikla u kojem su baterije bile postavljene ispod sjedala bočne prikolice. Iako je vozilo bilo registrirano i namijenjeno za upotrebu na cesti,  nikada nije prošlo testne vožnje.
Godine 1936., braća Limelette su osnovala elektromotornu tvrtku Socovel  (Société pour l’étude et la Construction de Vehicules Electriques ili Company for research and manufacture of electric vehicles) u Bruxellesu. Tijekom njemačke okupacije za vrijeme Drugog svjetskog rata nastavili su proizvodnju s njihovim odobrenjem. Zbog racionalne i kontrolirane potrošnje goriva u tom vremenu doživjeli su izniman uspjeh. No, nakon završetka rata prešli su na konvencionalnije modele koji nisu bili pogonjeni elektromotorom. Električni modeli ostali su dostupni do 1948.
Tijekom Drugog svjetskog rata, SAD je bio suočen s prisiljenim uvođenjem racionalnijeg korištenja goriva te je Merle Williams iz Long Beacha, Kalifornija, izumio električni motocikl koji je za sobom vukao jednu prikolicu s kotačima. Zbog popularnosti vozila, Williams je izrađivao više takvih vozila u svojoj garaži. Sve to zajedno je 1946. godine dovelo do osnivanja tvrtke Marketeer Company (današnji ParCap Corp.).
Od 1950. do 1980.
Godine 1967., Karl Kordesch, koji je radio za Union Carbide, napravio je hibridni električni motocikl koji je bio pogonjen baterijom od nikal-kadmija. Baterija je kasnije zamijenjena s hidrazinskim gorivim ćelijama, koja je omogućila doseg vožnje do 320 km po punjenju i maksimalnu brzinu od 40 km/h.
Iste godine, prototip električnog motocikla pod nazivom Paposse, bio je proizveden od strane američke kompanije pod nazivom Indian Motorcycle Company pod vodstvom Floyda Clymera.
Godine 1974., mali proizvođač iz Kalifornije, Auranthic Corp., proizveo je mali električni motocikl nazvan Charger. Motocikl je postizao brzinu od 48 km/h i doseg od 80 km s punim spremnikom.
Početkom 1970-tih, Mike Corbin je napravio električni motocikl za vožnju po ulicama nazvan Corbin Electric. Kasnije u 1974., Corbin, vozeći se motociklom pod nazivom Quick Silver, je postavio svjetski rekord najveće brzine postignute električnim motociklom. Brzina je iznosila 266,165 km/h. Motocikl je bio pogonjen 24-voltnim elektromotorom s borbenog aviona Douglas A-4B. Godine 1975., Corbin je napravio prototip električnog uličnog motocikla nazvanog City Bike. Motocikl je koristio bateriju proizvedenu od tvrtke Yardney Electric.
U lipnju 1975., održana je prva godišnja regata alternativnih vozila u Mt. Washingtonu (New Hampshire). Događaj je osmislio i promovirao Charles McArthur, pristalica zaštite okoliša. 17. lipnja Corbinov je motocikl uspješno prošao stazu od 13 km uzbrdo za 26 minuta.
Od 1980. do 2000.
Godine 1988., Ed Rannberg, osnivatelj Eyeball Engineering, testirao je svoj električni mlazni motocikl u Bonnevilleu. Godine 1992., siječanjsko izdanje časopisa Cycle World je objavilo članak o Ed Rannbergovom motociklu zvanom KawaSHOCKI. Motocikl je mogao prijeći 400 metara u 11-12 sekundi.
Godine 1995., Scott Cronk i Rick Whisman osnovali su Electric Motorbike Inc. u Santa Rosi, Kalifornija. Godine 1996., Electric Motorbike Inc. je razvio EMB Lectru, koji je koristio varijabilni reluktantni motor. Motocikl je postizao brzinu od 72 km/h i doseg od 56 km. Oko 100 takvih motocikala je proizvedeno.
Od 2000. do danas
Dana 26. kolovoza 2000. godine, motocikl Killacycle je postavio rekord na 400 m za 9,450 sekundi na stazi Woodburn u Oregonu. Killacycle je korstio olovno kiselinsku bateriju i razvio maskimalnu brzinu od 244,73 km/h. Kasnije, Killacycle pomoću sustava A123 Li-nano-fosfatnih ćelija postavio je novi rekord na 400 m od 7,824 sekunde. Postigavši brzinu nakon 8 sekundi od od 270 km/h u Phoenixu, Arizona na događaju All Harley Drag Racing Association (AHDRA) 2007, dana 10. studenoga 2007.
Dana 4. i 5. travnja 2009., Zero Motorcycles je bio domaćin događaja „24 Hours of Electricross“ u San Joseu. Taj događaj se smatra kao prva off-road električna utrka izdržljivosti.
Dana 14. lipnja 2009., održan je prvi „electric Time Trial Xtreme Grand Prix (TTXGP)“, na događaju je održana utrka uličnih električnih motocikala. U utrci je sudjelovalo 13 motocikala i održana je u sklopu Isle of Man. Pobjednik utrke je bio Rob Barber na motociklu kojeg je napravio Team Agni. Završio je stazu od 60,72 km za 25 minuta i 53,5 sekunde s prosječnom brzinom od 140,711 km/h.
Godine 2010., električni motocikl pod nazivom ElectroCat, koji je izradila Eva Håkansson, je ostvario rekordno vrijeme na uspon Pikes Peaka. Motocikl, koji je vozio John Scollon, završio je stazu od 19 km u 16 minuta i 55,849 sekundi. Motocikl ElectroCat je bio opremljen s baterijama od A123 Systems.
Dana 26. Lipnja 2011., izumitelj Chip Yates je srušio rekord postavljen od Eve Håkansson na usponu Pikes Peaka. Završio je stazu u 12 minuta i 50,094 sekundi. Dana 30. Kolovoza 2011., Yates sa svojim prototipom super-električnog motocikla pod nazivom SWIGZ.COM je uspostavio službeni Guinnessov rekord za najbrži električni motocikl. Motocikl je postigao brzinu od 316,899 km/h u Bonnevilleu.
Godine 2002., Paul Ernst Thede je postavio SCTA rekord za vožnjom pri brzini od 348,906 km/h u Bonnevile Salt Flatsu (Utah). No, to nije ušlo u Guinnesovu knjigu rekorda jer brzina nije bila snimana od strane FIM timing associationa.
Dana 30. Lipnja 2013., Carlin Dunne vozeći električni motocikl tvrtke Lightning Motorcycle, je osvojio prvo mjesto na utrci na Pikes Peaku. Utrku od 19,99 km je završio u 10 minuta i 0,694 sekundi. Bruno Langlois je završio utrku kao drugi na motociklu Ducati Multistrada 1200 u vremenu od 10 minuta i 21,323 sekunde.

## Trenutni proizvođači
Trenutni proizvođači električnih motocikala su: Čezeta, Victory Motorcycles, Monday Motorbikes, Mahindra, Zero Motorcycles, Lightning Motorcycle, Energica Motor Company, Johammer, Evoke Motorcycles,  Quantya, Electric Motorsport, Hollywood Electrics, Yo, Lito, Romai, Gogoro, Rondine Motor and Alta Motors. Yamaha namjerava pokrenuti proizvodnju s najmanje dva modela. Španjolska kompanija Bultaco se uključila u proizvodnju električnih motocikala 2015. godine. Harley-Davidson je predstavio novi prototip električnog motora u lipnju 2014.